# Penitentiaire Inrichting Haaglanden

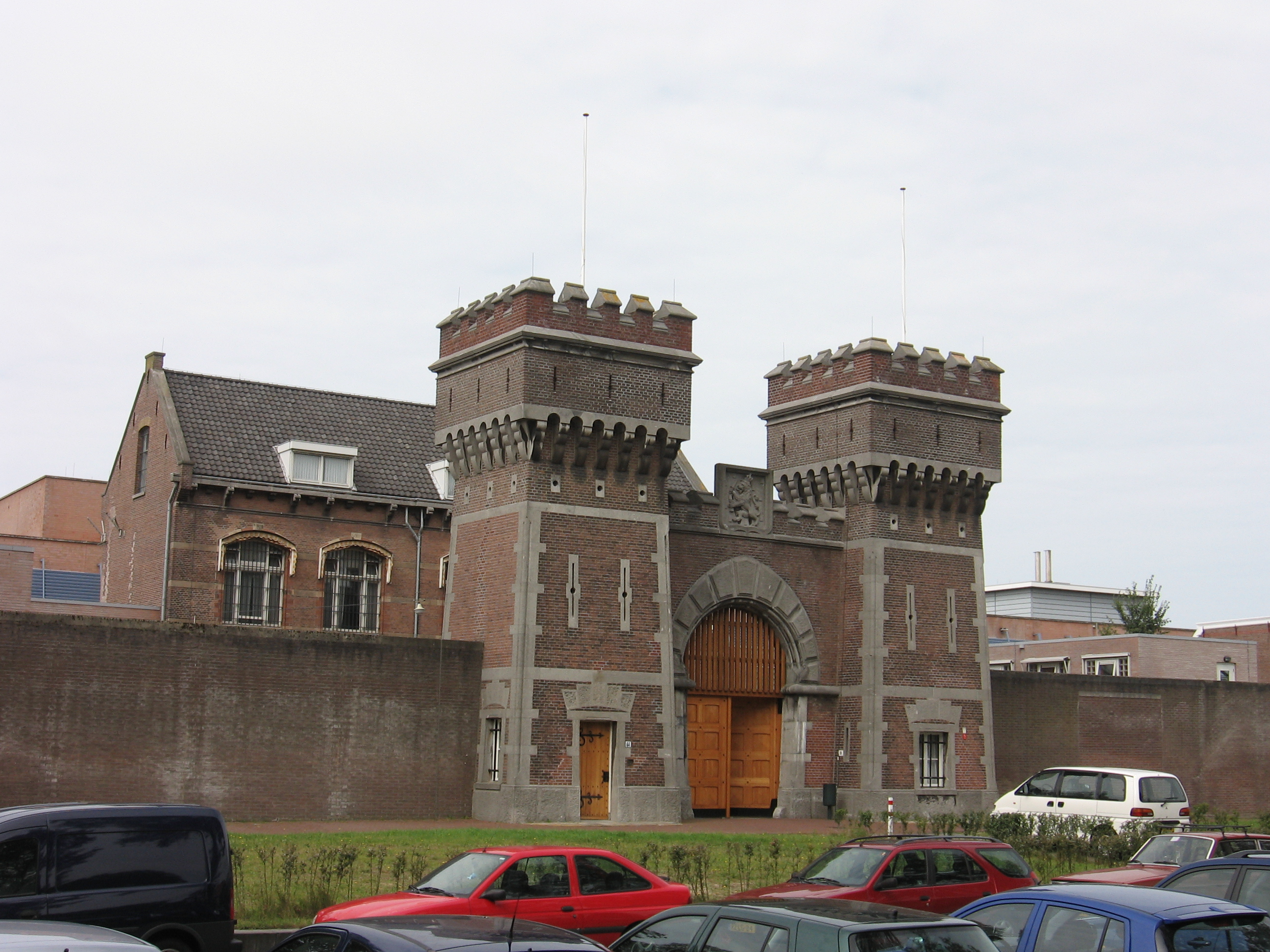
De historische poort van de Scheveningse gevangenis met bijbehorende, direct daarachter gelegen gebouwen, is tegenwoordig losgemaakt van het gevangeniscomplex en dient als opvangverbijf voor statushouders.

De Penitentiaire Inrichting Haaglanden maakt deel uit van de Dienst Justitiële Inrichtingen (DJI) van het Ministerie van Justitie. De PI Haaglanden is gevestigd in Scheveningen. Tot 2018 was er ook een locatie in Zoetermeer.

## Locatie Scheveningen
De locatie Scheveningen van de Penitentiaire Inrichting Haaglanden is gelegen in het oosten van de wijk Belgisch Park in Den Haag.
Binnen het complex Scheveningen bevinden zich:
- het Penitentiair Psychiatrisch Centrum
- een Zeer Beperkt Beveiligde Inrichting (ook wel 'open inrichting')
- het Justitieel Centrum voor Somatische Zorg (voorheen het Penitentiair ziekenhuis of Justitieel Medisch Centrum)

In 2013 stond het Scheveningse complex op de nominatie om gesloten te worden. Later dat jaar besloot de overheid echter om de inrichting toch open te houden.

### United Nations Detention Unit
Binnen de muren van het complex te Scheveningen bevindt zich ook de United Nations Detention Unit (UNDU). Deze unit staat onder leiding van de Verenigde Naties en maakt geen deel uit van de Penitentiaire Inrichting Haaglanden. Verdachten van het Joegoslaviëtribunaal en van het Internationaal Strafhof verblijven er in voorlopige hechtenis onder verantwoordelijkheid van de Verenigde Naties. De voormalige Servische president Slobodan Milošević is er in maart 2006 in zijn VN-cel overleden, de Bosnisch-Servische leider Radovan Karadžić is er sinds juli 2008 ondergebracht. Op 31 mei 2011 werd ex-opperbevelhebber van de Bosnische Serviërs Ratko Mladić ondergebracht in deze Detention Unit. Ook andere verdachten van oorlogsmisdaden uit de Bosnische Oorlog zaten of zitten er. Charles Taylor verbleef er voor de duur van zijn proces bij het Sierra Leonetribunaal.

## Locatie Zoetermeer
De locatie Zoetermeer van de Penitentiaire Inrichting Haaglanden is gebouwd in 1995 en lag in de wijk Dorp in Zoetermeer. De penitentiaire inrichting in Zoetermeer was een Huis van Bewaring en een Inrichting voor Stelselmatige Daders (ISD). De inrichting had capaciteit voor bijna 400 gedetineerden.
In 2016 werd een gedeelte tijdelijk gesloten vanwege personeelstekorten binnen PI Haaglanden. Na juli 2017 bleef de gehele locatie Zoetermeer ongebruikt. Een groot deel van het personeel kon aan de slag in de PI Scheveningen of andere inrichtingen, zoals PI Alphen. De locatie Zoetermeer werd tijdelijk nog gebruikt voor de selectiedagen van de landelijke werving voor nieuw personeel. Per 1 november 2018 is locatie Zoetermeer van PI Haaglanden definitief gesloten. De Dienst Justitiële Inrichtingen heeft het gebouw in april 2019 overgedragen aan het Rijksvastgoedbedrijf.